# Бежівська волость
Бежівська волость — адміністративно-територіальна одиниця Житомирського повіту Волинської губернії з центром у селі Бежів.
Станом на 1885 рік складалася з 13 поселень, 13 сільських громад. Населення — 7232 особи (3671 чоловічої статі та 3561 — жіночої), 626 дворових господарств.
|                     | Площа, дес. | У тому числі орної, десятин |
| ------------------- | ----------- | --------------------------- |
| Сільських громад    | 8882        | 6268                        |
| Приватної власності | 10724       | 5116                        |
| Казенної власності  | —           | —                           |
| Іншої власності     | 192         | 120                         |
| Загалом             | 19798       | 11504                       |

Основні поселення волості:
- Бежів — колишнє власницьке село за 25 верст від повітового міста, 357 осіб, 50 дворів, православна церква, вітряний млин.
- Високе — колишнє власницьке село, 746 осіб, 105 дворів, православна церква, школа, постоялий будинок.
- Головине — колишнє власницьке село, 322 особи, 40 дворів, каплиця, 2 постоялих будинки, водяний млин.
- Дівочки — колишнє власницьке село, 622 особи, 75 двори, православна церква.
- Забріддя — колишнє власницьке село, 134 особи, 14 дворів, православна церква, 2 постоялих будинки, водяний і вітряні млини.
- Осники — колишнє власницьке село, 394 осіб, 47 дворів, православна церква, постоялий будинок.
- Сліпчиці — колишнє власницьке село, 616 осіб, 65 дворів, школа, постоялий будинок.
- Стирти — колишнє власницьке село, 523 особи, 67 дворів, православна церква, постоялий будинок, вітряний млин.